# اشلی بیکر
اشلی بیکر (انگلیسی: Ashley Baker؛ زادهٔ ۱۵ مارس ۱۹۹۰) بازیکن فوتبال اهل بریتانیا است.
از باشگاه‌هایی که در آن بازی کرده‌است می‌توان به اسکای بلو اف‌سی اشاره کرد.
وی همچنین در تیم‌های ملی فوتبال England women's national under-19 football team و England women's national under-23 football team بازی کرده‌است.